# 佐藤修二
佐藤 修二（さとう しゅうじ、1945年4月9日 - ）は、日本の天文学者。名古屋大学理学部名誉教授。専門は赤外線天文学。

## 来歴・人物
福岡県出身。1968年京都大学理学部物理学科卒業、1973年京都大学大学院理学研究科物理学第二専攻博士課程修了、理学博士号を取得した。同年京都大学理学部助手、1987年東京大学附属東京天文台助教授、翌1988年国立天文台光学・赤外線天文学研究系助教授、1992年名古屋大学理学部教授。2003年名古屋大学大学院理学研究科教授。
大学院時代は宇宙線研究室に所属し、奥田治之に師事した。佐藤の弟子に田村元秀がいる。日本天文学会・アメリカ天文学会会員。

## 業績
1970年代、天体赤外線望遠鏡を長野県上松町の山中に建設して、我が国の赤外線天文学の端緒を拓いた。1980年代、ハワイ・マウナケア山頂の望遠鏡（UH／UKIRT）、オーストラリア（ストロムロ、サイディングスプリング）、米国本土（アリゾナ、ワイオミング）等に自前の装置を展開して観測研究を行なった。1987年東京大学東京天文台（現在の国立天文台）に異動、アメリカ合衆国ハワイ州マウナケアに建設することになる「すばる」望遠鏡のための開発基盤を整備した。1992年名古屋大学に転勤して、“可視赤外撮像分光偏光測定装置“（TRISPEC；Triple-Range Imager and SPECtrograph with Polarimetry）を制作、それを用いて2000〜03年にマウナケアおよび岡山で観測研究を行なった。2004年から広島大学に協力して東広島にかなた望遠鏡を建設、TRISPECを搭載して観測研究を行なった。
1998年から赤外線掃天装置（IRSF＋SIRIUS）を制作、2000年に南アフリカ・サザーランド観測所に設置して観測研究を行なった。2009年以降、小型観測装置（可視3色偏光測定装置；TRIPOL; Triple-Range Imager with POLarimetry)を東アジア（台湾、韓国、中国、NZ、日本）に6台配置して共同研究を実施中。